# Escales de Pallars
Les Escales de Pallars és una muntanya de 2.368 metres que es troba al municipi d'Alins, a la comarca del Pallars Sobirà.